# Army Criminal Investigation Command
United States Army Criminal Investigative Command (översatt: Förenta Staternas armés kriminalutredningskommando), förkortat USACIDC (formellt) eller CID (vardagligt), är en del av militärpolisorganisationen i USA:s armé, som utreder brott som begåtts inom armén, mot dess anställda och innanför dess anläggningar. USACIDC bedriver också utredningar i säkerhetsärenden samt bedriver även personskyddsverksamhet för försvars- och armédepartementets viktigaste befattningshavare.
Den befälhavande generalen för USACID är också i en separat roll även chef för arméns militärpoliskår med titeln Provost Marshal General of the Army (översatt: Arméns generalprofoss).

## Organisation
USACIDC är avsiktligt uppbyggd som en centraliserad organisation, med brottsutredare som är självständiga gentemot arméns övriga personal för att förhindra förekomsten eller ens misstanken mot att obehörigt befälsinflytande över huvud taget förekommer. De brottsutredande enheterna rapporterar till den befälhavande generalen, som i sin tur lyder direkt under arméstabschefen och arméministern.
Förutom högkvarteret som är lokaliserat till Fort Belvoir i delstaten Virginia strax utanför Washington, DC är USACIDC uppdelat i sex underlydande organisationer:
- 3rd MP Group, vid Fort Gillem, Georgia
- 6th MP Group, vid Fort Lewis, Washington
- 202nd MP Group, vid Stem Kasern i Seckheim, Tyskland
- 701st MP Group, vid Fort Belvoir, Virginia
- U.S. Army Criminal Investigation Laboratory, vid Fort Gillem, Georgia
- U.S. Army Crime Records Center, vid Fort Belvoir, Virginia

## Historik
Anfadern till dagens USACIDC var de kriminalpolisiära enheter, avskiljda från den vanliga militärpoliskåren, som 1918 inrättades under första världskriget för den Amerikanska expeditionskåren som sändes till Frankrike av dess befälhavande general, John J. Pershing. Det var dock inte fråga om en centraliserad organisation vid sidan om den ordinarie befälsstrukturen, utan ansvaret för brottsutredningar låg på förbandens befälhavare genom dennes profoss.
Då USA trädde in i det andra världskriget mångdubblades arméns storlek, likaså gjorde behovet av en centraliserad kriminalpolisiär organisation för att utreda brottslighet inom armén. Criminal Investigational Division (CID) bildades som sorterade under arméns generalprofoss. Efter krigsslutet då armén demobiliserades återgick ansvaret för kriminalpolisiära utredningar till de enskilda förbandens befälhavare. 

## Personal

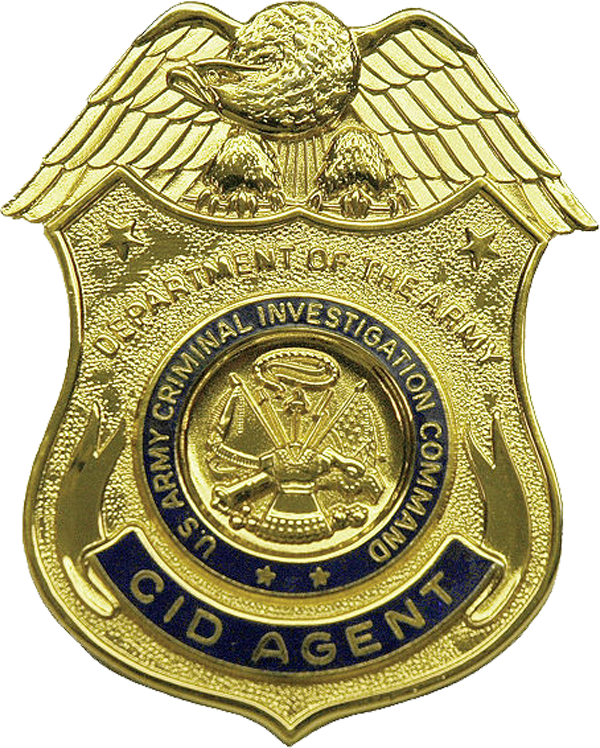
Polisbricka för USACIDC

Trots att USACIDC:s större enheter leds administrativt av officerare från militärpoliskåren så finns det inga officerare som utredare eller utredningsledare. De specialagenter som leder den operativt brottsutredande verksamheten tillhör personalkategorin warrant officer.
För att bli specialagent krävs att aspiranten sedan minst två år tillbaka är anställd som armésoldat, är minst 21 år gammal samt har minst ett års erfarenhet som militärpolis. Därtill krävs minst två års college. För att bli en warrant officer krävs att aspiranten är specialagent med två års yrkeserfarenhet, har lägst sergeants grad samt avlagt en akademisk examen på grundnivå. Aspiranterna måste också ha visat ledarskapsförmåga, administrativ förmåga och god kommunikationsförmåga.

## Populärkultur
I filmen Generalens dotter från 1999, som bygger på boken med samma namn av Nelson DeMille, är både John Travolta och Madeleine Stowes karaktärer specialagenter vid USACIDC.

### Webbkällor
- www.cid.army.mil, sida:FAQs, läst 2010-10-03
- www.cid.army.mil, sida:USACIDC Headquarters, läst 2010-10-03